# Arabeska (muzyka)
Arabeska – forma muzyczna, krótki utwór instrumentalny, miniatura z efektami ornamentacyjnymi i kolorystycznymi.
Nazwę wprowadził Robert Schumann w Arabesce op. 18. Szeroko znane są również dwie arabeski na fortepian Claude’a Debussy’ego – E-dur i G-dur.